# Metteniusaceae
Las meteniusáceas (Metteniusacea) son una familia de plantas eudicotiledóneas neotropicales dispuestas en el clado de las lámidas. El gémero Metteniusa comprende siete especies que se distribuyen en Costa Rica, Panamá y el noroeste de Sudamérica.
Esta familia ha sido reconocida por sistemas modernos de clasificación, como el sistema APG III de 2009. Anteriormente, los géneros que componen esta familia habían sido dispuestos en Cardiopteridaceae , pero los análisis filogenéticos sobre datos moleculares indican que las especies que lo constituyen comprenden un clado monofilético que debe considerarse como una familia separada. De hecho, Metteniusa forma uno de los clados basales de las lámidas, pero no está estrechamente relacionada con ninguna otra familia dentro de estas.
El género y la familia deben su nombre a Hermann Karsten quien dedicó ambos nombres al botánico germano Georg Heinrich Mettenius.

## Géneros
En junio de 2016 el sitio Angiosperm Phylogeny Website acepta 11 géneros:
- Apodytes - c. 6 especies
- Calatola - 7 especies
- Dendrobangia - 3 especies
- Emmotum - c. 10 especies
- Metteniusa - 7 especies
- Oecopetalum - 3 especies
- Ottoschulzia - 3 especies
- Pittosporopsis
- Platea - 5 especies
- Poraqueiba - 3 especies
- Rhaphiostylis - c. 10 especies